# Uwe Steinhoff
Uwe Steinhoff (* 22. Mai 1968) ist ein deutscher Politologe und Philosoph.

## Leben
Er studierte Philosophie (Hauptfach), Psychologie und Politikwissenschaften (Nebenfach) an der Goethe-Universität in Frankfurt am Main. Er promovierte an der Julius-Maximilians-Universität Würzburg. Von 2002 bis 2003 war er wissenschaftlicher Mitarbeiter an der Humboldt-Universität zu Berlin. Er war von 2004 bis 2007 Senior Research Associate im Oxford University Programme on the Changing Character of War. Er ist Professor am Department of Politics and Public Administration der Universität Hongkong.

## Schriften (Auswahl)
- Moralisch korrektes Töten. Zur Ethik des Krieges und des Terrorismus. Neu-Isenburg 2005, ISBN 3-937389-70-9.
- Kritik der kommunikativen Rationalität. Eine Darstellung und Kritik der kommunikationstheoretischen Philosophie von Jürgen Habermas und Karl-Otto Apel. Paderborn 2006, ISBN 3-89785-473-2.
- Effiziente Ethik. Über Rationalität, Selbstformung, Politik und Postmoderne. Paderborn 2006, ISBN 3-89785-537-2.
- Zur Ethik des Krieges und des Terrorismus. Kohlhammer, Stuttgart 2011, ISBN 978-3-17-021723-2.

## Auszeichnungen
- 2013: Faculty Knowledge Exchange Award der Universität Hongkong
- 2014: Research Output Prize der Universität Hongkong